# Razi-Stil

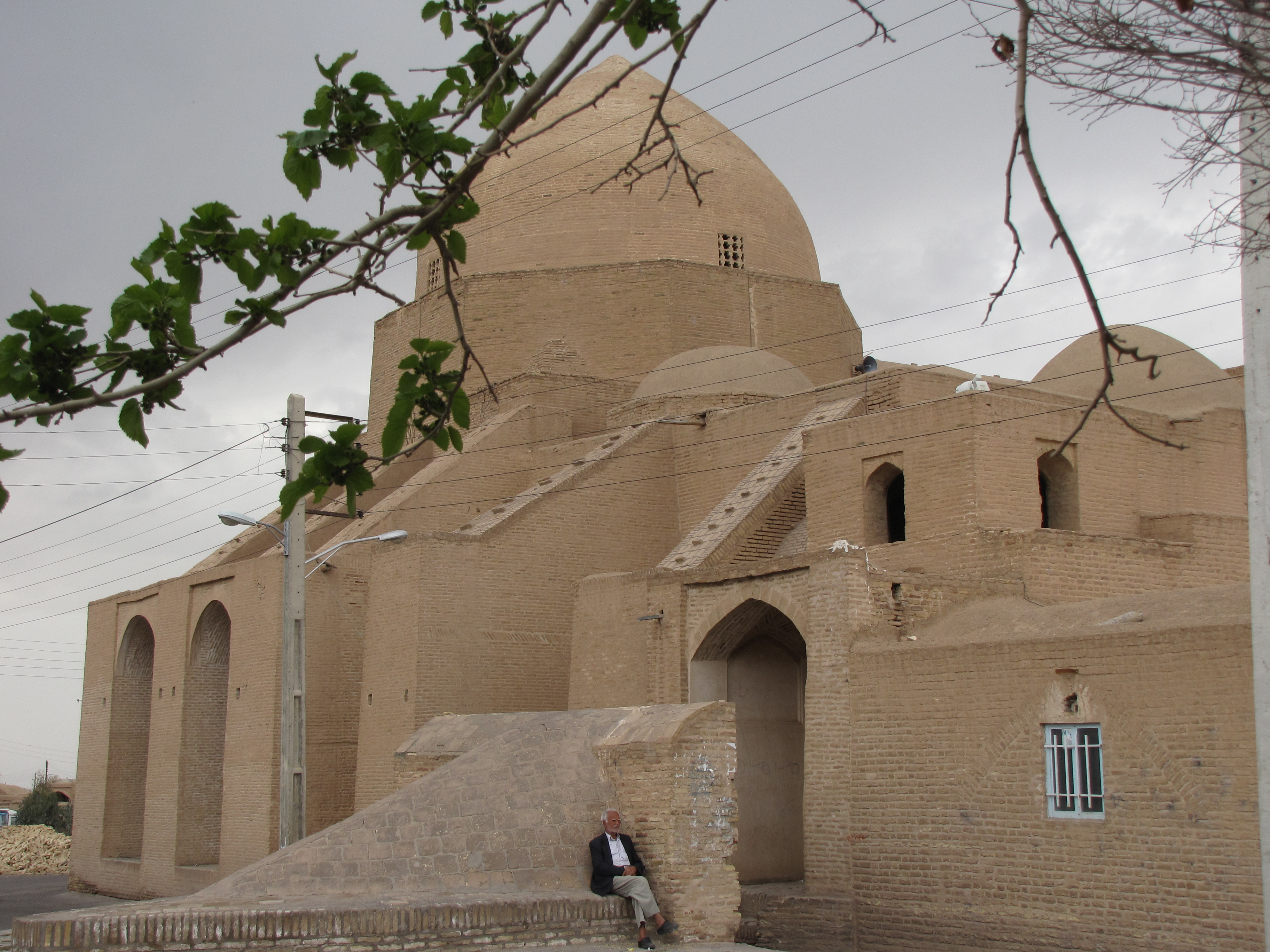
Freitagsmoschee von Ardestan

Der Razi-Stil (persisch سبک رازی, sæbk ɛ ɾɑzi) ist ein traditioneller iranischer Baustil. In der zeitlichen Reihenfolge ist er der vierte iranische Baustil nach dem Parssi-, Parti- und Chorassani-Stil. Obwohl er ursprünglich aus dem Norden des Iran stammt, entwickelte er sich in Rey, wo die hervorragendsten Bauten stammen. Plünderungen durch Mahmud von Ghazni im 11. Jahrhundert führten jedoch zu deren Zerstörung.

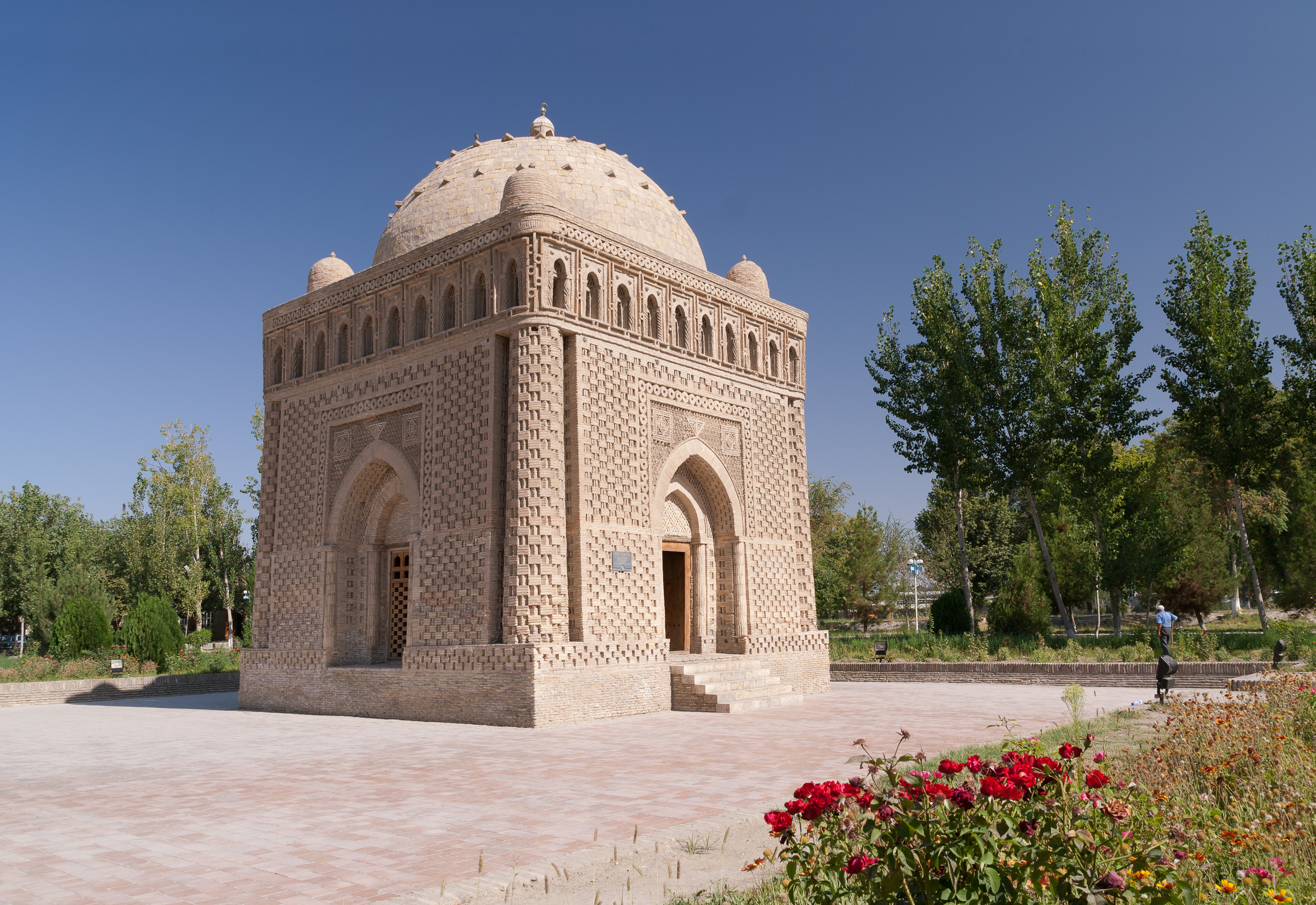
Samaniden-Mausoleum in Buchara

Der Baustil entwickelte sich in Ära der Ziyariden und entwickelte sich während der Zeitalter der Bujiden, Seldschuken und Salghuriden bis zur Ära der  Choresm-Schahs weiter. Gegen Ende derer Epoche entstanden Bauten, deren Aussehen dem Razi-Stil ähnlich sind. Erwähnenswert sind das Samaniden-Mausoleum, das Arsalan Dschaseb-Mausoleum und das Ayaz-Minarett, die als Bindeglieder beider Stile gelten.

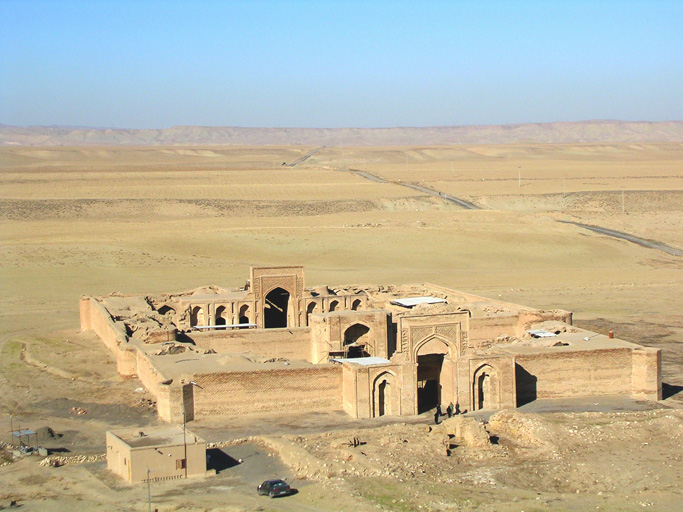
Robat-e-Scharaf im Verwaltungsbezirk Sarachs

Im Razi-Stil wurden Bauten mit verschiedenen Funktionen, wie Grabtürme und Mile erbaut. Der Bau der Grabtürme erfolgte meist viereckig, fünfeckig (z. B. Baba Rokn ed-Din-Mausoleum in Isfahan), sechseckig, achteckig, zylinderförmig, einfach oder gezahnt (beispielsweise Gonbad-e Qabus). In Turanposcht in der Provinz Yazd gibt es die fünfeckigen und sechseckigen Türme.
Einige Moscheen, in deren Schabestanen sich Säulen befanden, wurden zu einem Vier-Iwan-Innenhof abgeändert. Der Iwan ist ein Raum, der aus der vorislamischen Periode stammt und im Razi-Stil wiederentdeckt wurde. Dabei wurden die Mihrabnahen und mittleren Säulen entfernt. Ein Beispiel dafür ist die Freitagsmoschee von Isfahan, die nach dem ehemaligen, im Chorassani-Stil erstellten, Plan einen Schabestan mit Säulen besaß. Ein weiteres Beispiel ist die Freitagsmoschee von Ardestan. Einige vermuten, dass die Freitagsmoschee von Saware die erste Moschee sei, die zu einer Moschee mit Vier-Iwan-Innenhof abgeändert wurde, Forschungen zeigen jedoch, dass es bereits früher einen anderen Bau gegeben hatte.
Weitere Beispiele für den Razi-Stil:
- Charaghan-Grabtürme
- Freitagsmoschee von Zaware
- Gonbad-e-Sorch
- Rebat-e-Scharaf